# Kanton Serris
Kanton Serris is een kanton van het Franse departement Seine-et-Marne. Het kanton maakt deel uit van de arrondissementen Meaux (18), Torcy (5) en Provins (1). Het heeft een oppervlakte van 164.07 km² en telt 70 375 inwoners in 2017, dat is een dichtheid van 429 inwoners/km².
Het werd opgericht bij decreet van 18 februari 2014 met uitwerking in maart 2015.

## Gemeenten
Het kanton Serris omvat de volgende 24 gemeenten:
- Bailly-Romainvilliers
- Bouleurs
- Boutigny
- Chessy
- Condé-Sainte-Libiaire
- Couilly-Pont-aux-Dames
- Coulommes
- Coupvray
- Coutevroult
- Crécy-la-Chapelle
- Esbly
- La Haute-Maison
- Magny-le-Hongre
- Montry
- Quincy-Voisins
- Saint-Fiacre
- Saint-Germain-sur-Morin
- Sancy
- Serris
- Tigeaux
- Vaucourtois
- Villemareuil
- Villiers-sur-Morin
- Voulangis